# نيكولاس بيسانو
نيكولاس بيسانو (بالإسبانية: Nicolás Pisano)‏ هو لاعب كرة قدم أرجنتيني في مركز الدفاع، ولد في 17 سبتمبر 1982 في بوينس آيرس في الأرجنتين. لعب مع أرجنتينوس جونيورز وخميناسيا خوخوي وديفينسوريس دي بيلغرانو وسيينسيانو.